# Johnossi
Johnossi (укр. Йоноссі) — рок-дует з міста Сальтшєбаден, що в Швеції, який складається з Джона Енгельберта (вокаліст, гітара) та Оскара Бонде (барабани, бек-вокал).

## Історія
Енгельберт та Бонде вперше зустрілися, коли їм було 12 та 15 років, почавши грати разом як дует у 2005 році. Вони записали свій перший альбом після п'яти місяців існування гурту та трьох локальних виступів на сцені. Їхня перша збірка вийшла в січні 2005 року на малому шведському інді-лейблі. Платівка була повторно перезаписана та презентована з додатковими трьома композиціями у вересні 2006 року лейблом «V2 Music». 2007 року разом з Shout Out Louds зробили спільний тур по США.
Їхній другий альбом «All They Ever Wanted» вийшов у квітні 2008 року. Японський реліз відбувся у 2009 році.

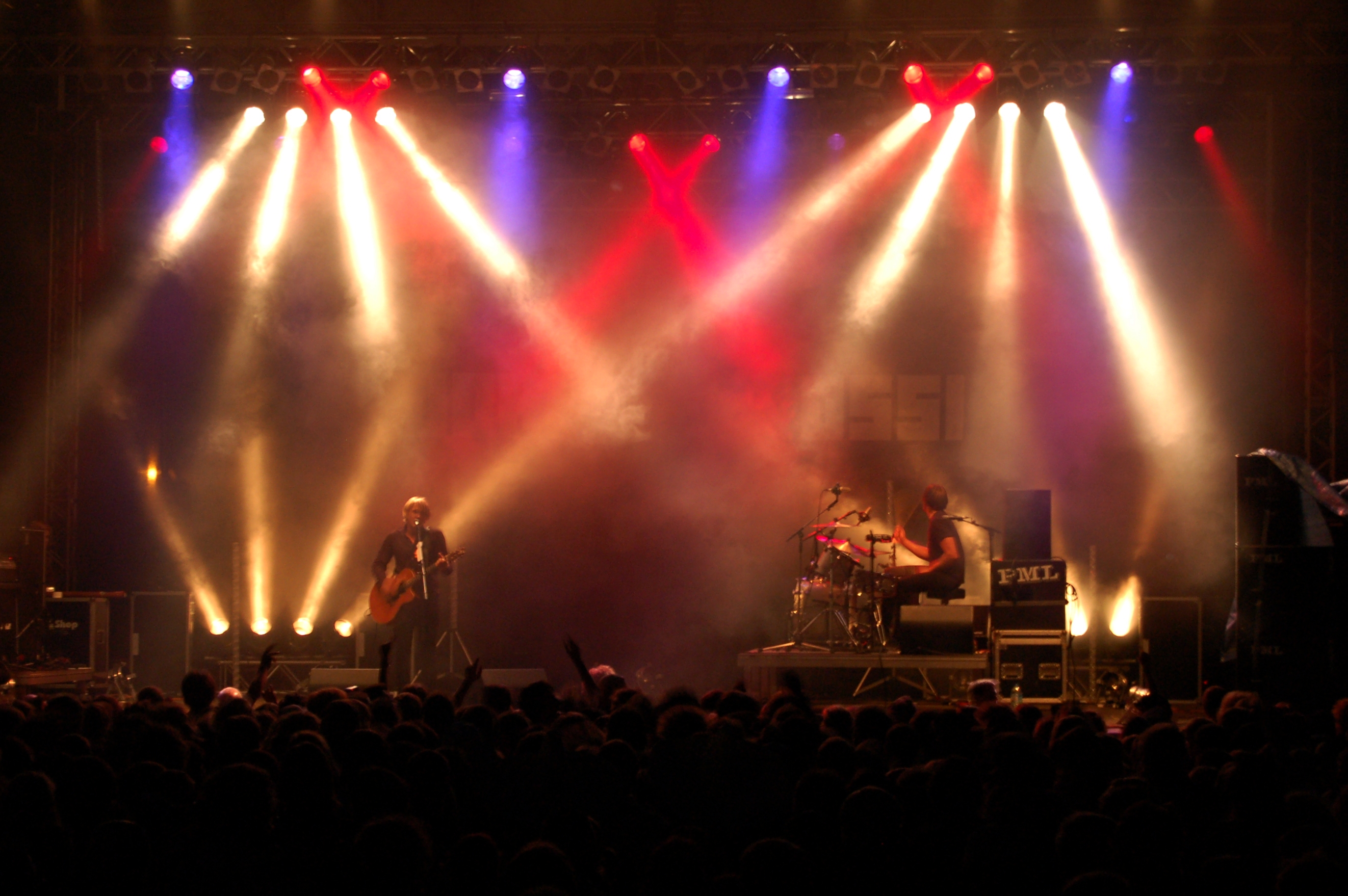
Johnossi на «Mini-Rock-Festival» (2008 рік) в Німеччині

Після презентація другого альбому колектив почав активно гастролювати по Швеції та західній Європі як самостійно, так і в турі з шведськими гуртами The Soundtrack of Our Lives, Mando Diao та Sibling Sense. 2009 року вперше виступили в Японії, зігравши на розігріві в The Hives. 
В липні 2010 року хлопців запросили на розігрів американського гурту Green Day, який виступав на стадіоні Уллеві в Швеції.

## Музичний стиль
Їхня музика характеризується переважанням гітарного звучання. Пісні колективу створюються нетиповою гітарою Енгельберта, яка містить «педалі ефектів» та ударами барабана Бонде. Композиції часто мають різні ударні акценти, які створюються за допомогою таких інструментів як бубон, дерев'яна коробочка, гуїро та куранти. У їхніх роботах проявляються різноманітні музичні стилі: від гардроку до блюзу та постпанку, іноді навіть глумпопу. 

## Склад
- Джон Енгельберт – вокал, гітара
- Оскар Бонде – барабани,бек-вокал

## Поява музики в різних відеопродуктах
- Кавер-версія пісні «Santa Monica Bay» була використана в рекламі скандинавського підліткового одягу «J-Store»;
- Трек «Bobby» з'явився у фільмі «Four Dimensions»;
- Композиція «Execution Song» з'явилась в німецькій кінострічці Хвиля;
- «Execution Song» була у відеогрі NHL 09;
- Пісня «There's A Lot Of Things To Do Before You Die» була в шведському фільмі «When Darkness Falls» (шв. «När mörkret faller»);
- Інструментальна версія треку «Mavericks» була використана в фільмі «The Guest»;
- «The Air is Free» була у відеоіграх «Dirt 4» та «NHL 18».

## Дискографія

### Альбоми
| Рік        | Альбом | Найвища позиція в чартах | Найвища позиція в чартах |
| Рік        | Альбом | SWE                      | SWI                      |
| ---------- | --- | ------------------------ | ------------------------ |
| 2006/ 2007 | Johnossi - Дата Релізу: 2006 / 2007 - Лейбл: - «Rekord Musik» - «V2 Music» - «Scandinavia» - «Control Group» | 33                       | –                        |
| 2008       | All They Ever Wanted - Дата релізу: 2008 - Лейбл: «Universal»                                                | 11                       | –                        |
| 2010       | Mavericks - Дата релізу: 2010 - Лейбл: «Universal»                                                           | 4                        | 54                       |
| 2013       | Transitions - Дата релізу: 23 травня 2013 - Лейбл: «Universal»                                               | 5                        |                          |
| 2017       | Blood Jungle - Дата релізу: 17 лютого 2017 - Лейбл: «Universal»                                              | 7                        | 46                       |

### Мініальбоми  (EP)
- 2006 ― «Execution Song» (V2 Music Scandinavia)
- 2016 ― «Air Is Free» (Universal)
- 2017 ― «Live In Berlin» (Bud Fox Recordings)

### Сингли
| Рік  | Сингл              | Найвища позиція в чартах | Альбом       |
| Рік  | Сингл              | SWE                      | Альбом       |
| ---- | ------------------ | ------------------------ | ------------ |
| 2010 | «What's the Point» | 20                       | Mavericks    |
| 2010 | «Dead End»         | 58                       | Mavericks    |
| 2016 | «Air is Free»      |                          | Blood Jungle |